# Nowy cmentarz żydowski w Biłgoraju
Nowy cmentarz żydowski w Biłgoraju – został założony w I połowie XIX wieku i znajduje się przy obecnej ul. Konopnickiej.
Cmentarz ma powierzchnię 0,12 ha. Podczas II wojny światowej służył jako miejsce masowych egzekucji. Do naszych czasów zachowało się kilkadziesiąt nagrobków, z których część z zachowaną polichromią. W 1986 teren kirkutu został uporządkowany. Na cmentarzu znajduje się też pomnik ku czci ofiar Holocaustu.
Na cmentarzu spoczywają ofiary Zagłady m.in. 4 zbiorowe mogiły Żydów z Biłgoraja, Żydzi z getta w Tarnogrodzie oraz 200 dziewcząt żydowskich zamordowanych przez Niemców w dniu 2 listopada 1942 roku.